# SN 2006qc
SN 2006qc – supernowa typu Ia odkryta 16 listopada 2006 roku w galaktyce A205119-0057. W momencie odkrycia miała maksymalną jasność 22,60m.